# D×D〜ドラマナイト〜
『D×D〜ドラマナイト〜』（ディーディーどらまないと）とは東北放送（TBCテレビ）にて2011年10月12日～2012年3月14日まで放送されていた水曜深夜のドラマコンプレックス番組である。

## 番組内容
前半（23:50 - 24:20）
- 『荒川アンダー ザ ブリッジ』（2011年10月12日[1]〜2011年12月21日）※MBS製作
- 『怪盗ロワイヤル』（2012年1月11日〜3月7日）※TBS製作

後半（24:20 - 24:50）
- 『桜蘭高校ホスト部』（2011年10月12日〜2011年12月21日）※TBS製作
- 『深夜食堂2』（2012年1月11日〜3月14日）※MBS製作

## 放送時間
- 2011年10月12日〜2012年3月14日　現在 水曜23:50 - 24:50（日本時間）